# 魏振雄
魏振雄（1931年12月7日—），男，汉族，福建惠安人，中国会计学家，曾任中央财政金融学院教授，中国会计学会顾问。